# Seychellomyces hexagonus
Seychellomyces hexagonus är en svampart som beskrevs av Matsush. 1981. Seychellomyces hexagonus ingår i släktet Seychellomyces, divisionen sporsäcksvampar och riket svampar.   Inga underarter finns listade i Catalogue of Life.